# Equació de Darcy-Weisbach
L ' equació de Darcy-Weisbach  és una equació àmpliament usada en hidràulica. Permet el càlcul de la pèrdua de càrrega deguda a la fricció dins una canonada.
L'equació va ser inicialment una variant de l'equació de Prony, desenvolupada pel francès Henry Darcy. el 1845 va ser refinada per Julius Weisbach, de Saxònia, fins a la forma en què es coneix actualment:
{\displaystyle H_{f}=f\cdot {\frac {L}{D}}\cdot {\frac {v^{2}}{2g}}}
on:
 H  f   = pèrdua de càrrega deguda a la fricció.
 f  = factor de fricció de Darcy.
 L  = longitud de la canonada.
 D  = diàmetre de la canonada.
 v  = velocitat mitjana del fluid.
 g  = acceleració de la gravetat:  g  = 9,81 m/s  2 .
El factor de fricció  f  és adimensional i varia d'acord amb els paràmetres de la canonada i del flux. Aquest pot ser conegut amb una gran exactitud dins de certs règims de flux, però, les dades sobre la seva variació amb la velocitat eren inicialment desconeguts, pel que aquesta equació va ser inicialment superada en molts casos per l'equació empírica de Prony.
Anys més tard es va evitar el seu ús en diversos casos especials en favor d'altres equacions empíriques, principalment l'equació de Hazen-Williams, equacions que, en la majoria dels casos, eren significativament més fàcils de calcular. No obstant això, des de l'arribada de les calculadores la facilitat de càlcul no és major problema, de manera que l'equació de Darcy-Weisbach és la preferida.

## Exemple
En una canonada de 1.000 m de longitud i 45 cm de diàmetre es transporta un fluid. S'ha determinat que el factor de fricció de la canonada és de 0,03 i que la velocitat mitjana de flux és de 2,5 m/s, si el valor de la gravetat se suposa de 9,81 m/s  2  calculeu la pèrdua per fricció.
Reemplaçant els valors s'arriba a:
{\displaystyle H_{f}=0,03\cdot {\frac {1000}{0,45}}\cdot {\frac {2,5^{2}}{2\cdot 9,81}}=21,24} m, en metres de fluid. Si aquest és aigua, en m de columna d'aigua (m.c.a).
Per a passar a caiguda de pressió en pascals cal multiplicar per 9,81*densitat del fluid.Si al nostre exemple aquest és aigua a 20 °C obtenim: 21,24*998,2*9,81= 207928 Pa.